# Symmorphus cliens
Symmorphus cliens är en stekelart som beskrevs av Giordani Soika 1975. Symmorphus cliens ingår i släktet vedgetingar, och familjen Eumenidae. Inga underarter finns listade i Catalogue of Life.